# Carles Bosch de la Trinxeria
Carles Bosch de la Trinxeria, né le 15 mai 1831 à Prats-de-Mollo (Pyrénées-Orientales, France) et mort le 15 octobre 1897 à La Jonquera (Catalogne, Espagne), est un écrivain et excursionniste catalan.

## Biographie
Fils de Raimon Bosch, originaire de La Jonquera, et Anne de la Trinxeria, issue d'une ancienne famille du Vallespir, Carles Bosch de la Trinxeria naquit à Prats-de-Mollo le 15 mai 1831 dans la maison maternelle. Il étudia les arts et les lettres à Toulouse ainsi que les sciences. Il s'installa à La Jonquera pour administrer ses terres, à proximité de la frontière franco-espagnole. Parallèlement à sa profession d'écrivain, il effectua de nombreux voyages en Provence, en Suisse et en Italie.
En 1887, il publia son premier livre intitulé Records d'un excurcionista qui eut un succès immédiat, alors qu'il était déjà dans un âge avancé. D'autres collections suivirent : Pla i muntanya (1888), De ma collita (1890) et Tardanies (1892). Son travail est apprécié pour les descriptions très complètes qu'il dédia aux usages et au folklore du Haut-Vallespir. 
Qualifié d'écrivain « pyrénéen », il collabora à la rédaction de nombreuses revues d'excursionnisme. Membre de l'Association catalane d'excursions scientifiques et de l'Association catalane d'excursions, ses premiers articles (contes, descriptions, souvenirs, notes) parurent dans les bulletins de ces associations ainsi que dans la revue La Renaixença. 
Son œuvre fait partie des courants conservateurs du mouvement de la « Renaixença » et représente un pour-parler de retour aux façons de vivre de l'Ancien Régime. En outre, il s'approcha des idées romantiques pendant qu'il essayait de supérer (maîtriser) le folklorisme avec ses romans L'hereu Noradell (1889), Montalba (1891), L'hereu Subirà (1893) et Lena (1894).